# Lafayette Regional Airport

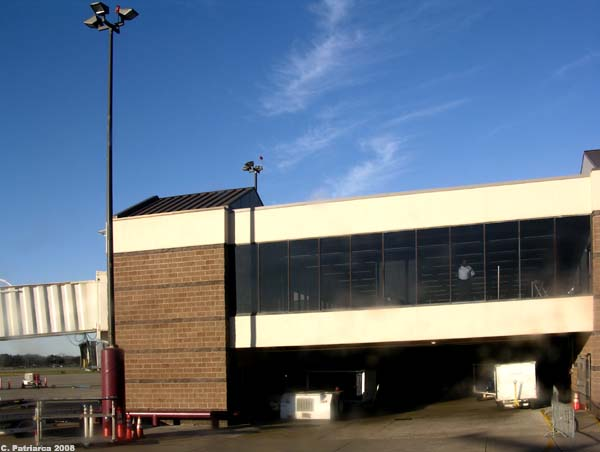
Lafayette Regional Airport

Lafayette Regional Airport (IATA: LFT, ICAO: KLFT, FAA LID: LFT), är en flygplats i Lafayette, Louisiana. På US Highway 90  Den är belägen sydost om staden. Lafayette Regional har  världens största helikopterförlag, PHI, Inc.